# Asthenargoides kurtchevae
Asthenargoides kurtchevae är en spindelart som beskrevs av Kirill Yeskov 1993. Asthenargoides kurtchevae ingår i släktet Asthenargoides och familjen täckvävarspindlar. Inga underarter finns listade.